# SIM Application Toolkit
SIM Application Toolkit (SAT lub STK) – zestaw komend i procedur, które umożliwiają aplikacjom znajdującym się na karcie SIM interakcję z telefonem oraz siecią komórkową.
Dzięki tym komendom karta SIM może m.in. wyświetlić menu na telefonie, zapytać użytkownika o dane, zainicjować połączenie czy wysłać SMS-a. Poprzez SAT operatorzy komórkowi mogą programować aplikacje wspierające usługi dodane, które będą działały na różnych telefonach (niezależnie od systemu operacyjnego), o ile producent zapewnił obsługę SAT.
Przykładowymi aplikacjami STK wśród polskich operatorów są: SIMExtra (T-Mobile), Plus Mega (Plus) czy Play (Play).
Dokumentem standaryzującym SAT jest 3GPP 31.111, w którym to również został opisany USIM Application Toolkit (USAT) dla sieci 3G.